# Ximena Cid
Ximena Cid es una física chicana e indígena americana; educadora e investigadora en la enseñanza de la física. Ximena también aboga por aumentar la diversidad y apoyar a los estudiantes minoritarios en CTIM y física. Es profesora asociada y jefa del departamento de física de la Universidad Estatal de California Dominguez Hills.Es reconocida como la primera estudiante latina, así como la primera estudiante indígena, en obtener un doctorado en física de la Universidad de Texas en Arlington. También es reconocida como la primera persona indígena en presidir un departamento de física en los Estados Unidos.Una de sus especialidades de investigación son las simulaciones tridimensionales para apoyar la comprensión de sistemas como campos gravitacionales, campos eléctricos y campos magnéticos.

## Primeros años
Nació en Sacramento, California, hija de Armando Cid y Josephine Talamantez. Tiene una hermana gemela. Su padre nació en Zacatecas, México, y fue un artista que participó en la Real Fuerza Aérea Chicana en Sacramento. Su madre es chicana y yaqui, fue cofundadora de Chicano Park en San Diego y también trabajó dentro del California Arts Council. Su abuelo materno también era miembro de la tribu yaqui.[cita requerida] Mientras crecía, ella y su familia formaban parte de la comunidad que organizaba actividades de activismo en el Movimiento Chicano y el Movimiento Indígena Americano, incluyendo marchas junto a los líderes sindicales y activistas César Chávez y Dolores Huerta. En la escuela secundaria, Ximena tocó la viola y el violín profesionalmente con el mariachi femenil Las Águilas, la primera banda de mariachi exclusivamente femenina en el norte de California.

## Educación
Completó su pregrado universitario en la Universidad de California, Berkeley. Antes de comenzar los cursos en Berkeley, asistió al programa de verano para ayudar a prepararse para el semestre de otoño. Durante sus estudios universitarios, trabajó en un puesto de investigación con Janet Luhmann como asesora. Para pagar por sus estudios durante la universidad tocaba el violín en una banda de mariachi. Se graduó en 2005 con una licenciatura en astrofísica, con especialización en física espacial. En su ceremonia de graduación, su padre, un artista, diseñó su birrete de graduación. 
En su último semestre de pregrado, durante el cual estudió en Italia, Cid regresó para completar un programa de investigación de verano con Ramón E. López en el Instituto de Tecnología de Florida. Después de un receso de un año, Cid comenzó sus estudios de posgrado en 2006 en el Instituto de Tecnología de Florida, con López como su asesor de posgrado. Estudió allí durante un año y luego se mudó a la Universidad de Texas, Arlington, en 2007, donde López había comenzado a enseñar.
Para su tesis de posgrado, colaboró con grupos de ciencias cognitivas en la Universidad de Texas, Arlington para su proyecto de investigación sobre cognición visual espacial con énfasis en la investigación en la enseñanza de la ciencia. Su tesis se presentó en mayo de 2011 y se titula “Investigaciones sobre el impacto de la cognición visual y la capacidad espacial en la comprensión de los estudiantes en física y ciencias espaciales”.
Cid se graduó con una maestría y un doctorado en física de UT Arlington en 2011. Al recibir su título, se convirtió en la primera estudiante latina, así como la primera estudiante indígena, en obtener un doctorado en física de UT Arlington. En 2011, fue una de los dos indígenas galardonados con un doctorado en física en el país.

## Carrera

### Nombramientos académicos
Después de completar su título de posgrado, en 2011, Cid comenzó a ocupar un puesto permanente enseñando en la universidad North Lake de Dallas en Irving, Texas. Parte de su trabajo era la capacitación en el área de la enseñanza de la ciencia del cuerpo docente del departamento de física. Después de seis meses allí, aceptó un puesto postdoctoral en el Grupo de Enseñanza de la Física de la Universidad de Washington en Seattle, con Lillian McDermott. Trabajó en este grupo durante tres años y medio, y mientras estuvo allí se involucró en la tutoría de miembros de la comunidad indígena en Seattle; realizando talleres para la Sociedad de la Universidad de Washington para el Avance de los Chicanos/Hispanos y Nativos Americanos en la Ciencia (SACNAS), y haciendo trabajo voluntario con otros grupos que apoyan a estudiantes minoritarios.
En 2015, Cid se unió a la facultad de la Universidad Estatal de California, Dominguez Hills, en Carson, California, como profesora asociada. En abril de 2020, tomó el cargo de jefa del departamento de física de la universidad. Se la reconoce como la primera persona indígena en ocupar el cargo de jefa de un departamento de física en los Estados Unidos. 

### Trabajo de Extensión
A lo largo de su carrera, Cid ha sido miembro del Foro sobre Diversidad e Inclusión de la Sociedad Estadounidense de Física; ha formado parte de los comités de diversidad de la Asociación Estadounidense de Profesores de Física; y ha seguido trabajando con la Sociedad para el Avance de los Chicanos y los Nativos Americanos en la Ciencia (SACNAS), de la que es miembro vitalicio. También ha formado parte de la junta directiva de la Sociedad Nacional de Físicos Hispanos (NSHP). Mientras estuvo en la junta, organizó el Día de la Física para involucrar y apoyar a los estudiantes latinos e indígenas.
En 2017, Cid se unió a una colaboración de cinco años entre el Consorcio de Educación en Heliofísica de la NASA (NASA HEC) y la Asociación Estadounidense de Profesores de Física para trabajar en los esfuerzos para desarrollar materiales educativos basados en la investigación. El grupo, con sede en la Universidad de Temple, creó un plan de estudios de primer año relacionado con el eclipse solar de 2017 que se utilizó en un programa de verano para estudiantes.
Cid, junto con Sophia Cisneros, organizaron una reunión "Indígenas en Física" en la conferencia anual SACNAS en 2017. En 2020, junto con Brittany Kamai, Franklin Dollar, Corey Gray y otros físicos, Cid ayudó a lanzar la Sociedad de Físicos Indígenas. El mismo año, Cid también ayudó a liderar las protestas #ShutDownSTEM, #ShutDownAcademia y #Strike4BlackLives para abordar el racismo contra los negros en el mundo académico y en los campos STEM.

## Selección de publicaciones
- "Gender matters," Physics Today, March 2018 – with Jennifer Blue and Adrienne Traxler
- "Indigenous People Exist Within Physics," CWSP & COM Gazette, Fall 2020 (American Physical Society's Committee on the Status of Women in Physics & the Committee on Minorities of the American Physical Society's newsletter) – with Brittany Kamai, Xandria R. Quichocho, Angela Little, Kathryne Daniel, Corey Gray, Hilding Neilson, Julia Blue Bird
- "Demographics of physics education research," Physical Review, Physics Education Research, July 2020 – with Stephen Kanim

## Premios
- Mención de Homer L. Dodge por servicio distinguido a AAPT, Asociación Estadounidense de Profesores de Física, 2018.[5]
- Miembro de invierno, Asociación Estadounidense de Profesores de Física, 2021.[10]